# Skřipec (optická pomůcka)

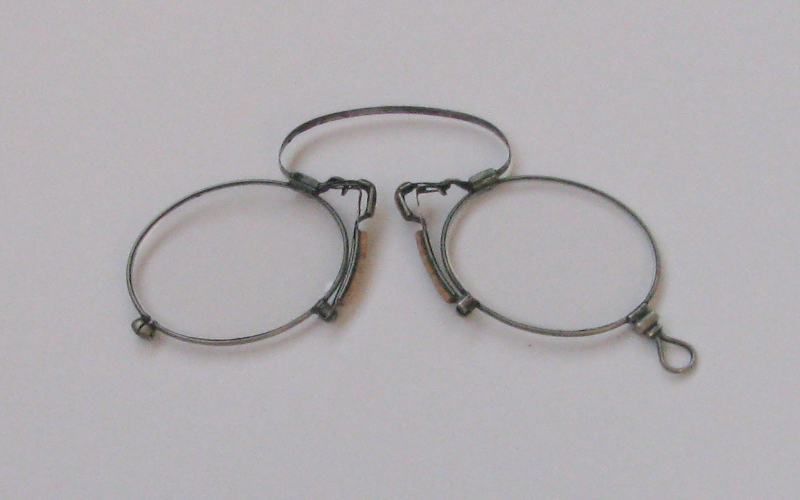
Cvikr

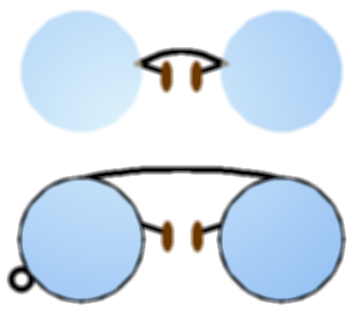
Obyčejný typ skřipce v porovnání s Oxfordským

Skřipec, též cvikr, je typ binokulárních brýlí, bez nožiček, které se spínají na kořen nosu. Býval často vázán s řetízkem, neboť se mnohdy stávalo, že upadl. Nosili ho převážně muži střední a vyšší společenské třídy, ženy výjimečně – dávaly přednost spíše lorňonu.[zdroj?] Pokud byla vybrána špatná velikost, mohlo být nepříjemné ho nosit na delší dobu. Často se připínal k oděvu, nebo měl speciální uchycovací mechanismus k uchu či vlasům. Přestože byl používán v Evropě již v 15., 16., a 17. století, moderní typ se objevil až v roce 1840 a dosáhl svého vrcholu popularity kolem let 1880–1900. Později, kolem roku 1930, byl rozšířen zejména mezi seniory.